# Веерокрылые
Веерокры́лые (лат. Strepsiptera, от др.-греч. στρεπτός — «искривлённый» и πτερόν — «крыло») — небольшой отряд новокрылых насекомых с полным превращением. Паразиты насекомых (тараканов, ос, пчёл и др.). В настоящее время учёными описано 624 вида, включая 11 ископаемых видов (Zhang, 2013). Распространены практически повсеместно.

## Общие сведения и строение
Веерокрылые — очень специализированная группа, отличающаяся резким половым диморфизмом.
Самцы в стадии имаго свободноживущие, с очень тонкими и мягкими, обычно просвечивающими покровами. Длина тела 1—6 мм, размах крыльев 2—8 мм. Голова, в отличие от большинства насекомых, несёт не настоящие сложные глаза, а комплексы, состоящие из 20—70 сближенных простых глазков (подобные же глаза найдены у трилобитов отряда Phacopida). Теменные простые глазки отсутствуют. Усики 4—7-члениковые, хорошо развитые, с длинными боковыми отростками. Ротовой аппарат редуцирован: мандибулы слабые, тонкие, максиллярные щупики 2-члениковые, максиллы, верхняя и нижняя губы утрачены. Переднегрудь и среднегрудь сильно редуцированы, в виде узких колец, заднегрудь очень большая, расчленённая сложным образом, причём последний «отдел» частично прикрывает брюшко. Крыльев две пары, передние (жужжальца) очень маленькие, пластинчатые; задние большие, широкие, в покое складываются веерообразно. Ноги с сильно удлинёнными передними и средними тазиками, без обособленных вертлугов и коготков. Брюшко из 10 сегментов.
Самки, как правило, ведут эндопаразитический образ жизни, никогда не покидая хозяев. Тело их червеобразное, покрыто двумя дополнительными оболочками (личиночной и куколочной), лишено всяких конечностей, кроме рудиментов мандибул, и подразделено на несегментированную головогрудь и сегментированное брюшко. Головогрудь уплощена, на её нижней стороне близ переднего конца расположена половая щель, служащая границей между головой и грудью. Длина головогруди очень различна у разных видов (0,2—10 мм), общая длина тела у наиболее крупных видов 17 мм. Брюшко отделено от головогруди шеевидной хитинизированной перетяжкой, состоит из 10 сегментов, различимых, однако, только у молодых самок. Покровы брюшка очень тонкие. Оно полностью скрыто в теле хозяина, а головогрудь выдвинута между сегментами хозяина.
Кишечник и мальпигиевы сосуды у обоих полов не функционируют. У самок яичники не развиты и яйца лежат свободно в полости тела.
Представители наиболее примитивного семейства веерокрылых — Mengenillidae отличаются от прочих развитыми, хотя и нефункционирующими частями ротового аппарата самцов, а также нормально развитыми, свободноживущими самками, с имеющимися и функционирующими антеннами, глазами, ногами и брюшным половым отверстием.

Представители разных семейств
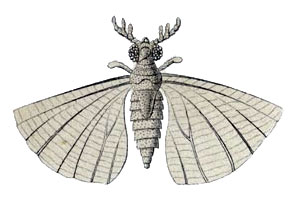
Mengea tertiaria (Mengeidae)
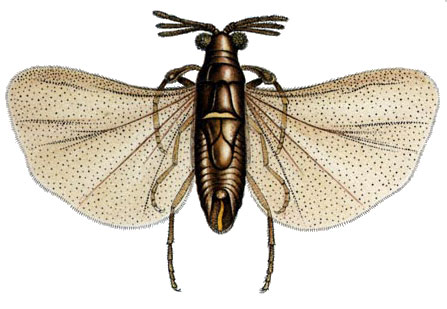
Triozocera mexicana (Corioxenidae)
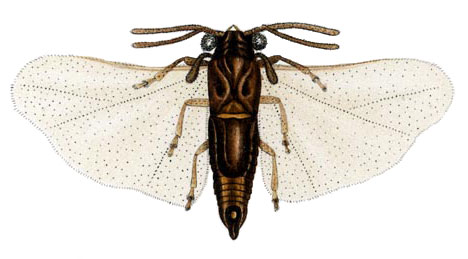
Deinelenchus australensis (Elenchidae)
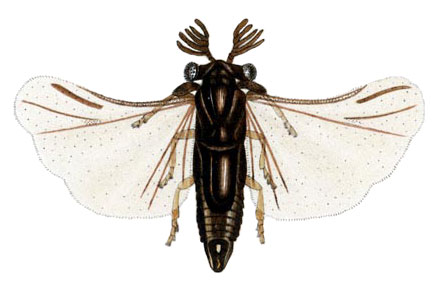
Halictophagus schwarzi (Halictophagidae)
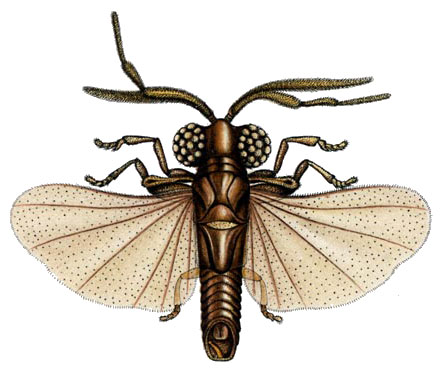
Myrmecolax nietneri (Myrmecolacidae)
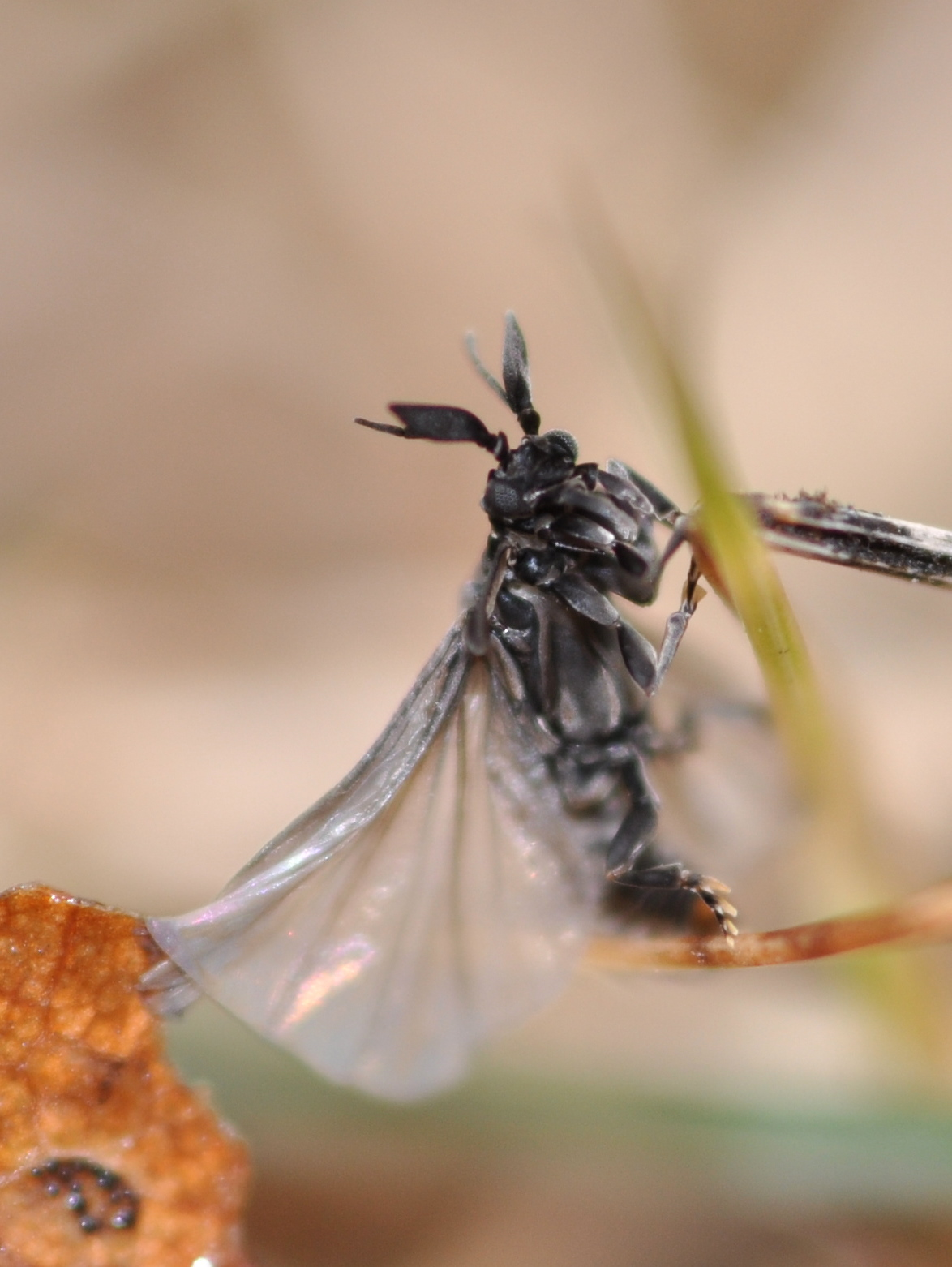
Stylops melittae (Stylopidae)

## Биология
Веерокрылые являются эндопаразитами насекомых, развивающимися с гиперметаморфозом. Самец отыскивает хозяина, в котором паразитирует самка, и спаривается с ней. Сперма по выводному протоку проникает в половые трубки, а затем в полость тела, где и происходит развитие яиц и выход из них личинок-триунгулин. Молодые триунгулины выходят наружу через половую щель, после чего самка погибает. Триунгулины отличаются сегментированным телом, развитыми ногами и глазами и 2—4 хвостовыми нитями; они прицепляются к пчёлам, осам и т. п. и переносятся ими к основному хозяину (у веерокрылых, паразитирующих на перепончатокрылых, это личинки последних). Проникнув в тело хозяина, триунгулины становятся эндопаразитами, вскоре линяют и превращаются в безногих червеобразных личинок. Развитие самцов и самок отличается уже со II возраста. Питание происходит путём адсорбции гемолимфы хозяина. Окукливание внутри пупария, который частично высовывается наружу между сегментами хозяина. Пупарий самца цилиндрический, его головной конец прикрыт крышечкой — оперкулумом, отпадающим при выходе взрослого насекомого. Самки обычно не покидают куколочной оболочки. Самцы живут не более суток (обычно около 5 часов) и не питаются.
Весь жизненный цикл длится от 2—4 месяцев до года. Генерация в году одна, реже две. В умеренных регионах зимуют, как правило, оплодотворённые самки или личинки в теле зимующих хозяев. Плодовитость очень высокая; так, одна самка Sylops может дать до 7000 триунгулин. У Halictoxenos отмечена полиэмбриония.
Всего известно около 100 родов хозяев, относящихся к 5 отрядам:
- Перепончатокрылые,
- Равнокрылые хоботные,
- Полужесткокрылые,
- Прямокрылые,
- Щетинохвостки.

Специализация очень высокая, большинство родов веерокрылых связаны с определённым родом хозяев (особенно это характерно для паразитирующих на перепончатокрылых), однако мнение о том, что каждому виду хозяина соответствует особый вид паразита, не подтвердилось. Хозяин может нести одну или несколько (до 30) особей паразита. Веерокрылые не разрушают внутренних органов хозяина, но сильно ослабляют их физиологически. Кроме того, часто меняются окраска, скульптура и другие признаки заражённых насекомых. Процент заражённости нередко довольно значительный, в отдельных случаях может достигать 70—75 %. Кажущаяся редкость веерокрылых объясняется исключительно скрытным образом жизни. Заражённые насекомые снижают жизненную активность и часто гибнут. Само заражение называется стилопизацией.

## Классификация и геологическая история
Система веерокрылых разработана недостаточно подробно, что, вероятно, связано с очень трудной идентификацией видов, особенно самок (из-за чего многие виды описаны лишь по самцам). Общепринятым является деление веерокрылых на два подотряда — примитивных Mengenillidia и высокоспециализированных Stylopidia (подавляющее большинство видов). Ископаемые остатки веерокрылых скудны и почти все исходят из кайнозоя (балтийский янтарь). Недавно (2005 год) была сделана находка примитивного веерокрылого Cretostylops engeli из среднего мела и в 2016 году — Kinzelbachilla ellenbergeri (Бирманский янтарь). Систематическое положение Cretostylops engeli в отряде пока не вполне ясно, тогда как другое ископаемое семейство, олигоценовые Mengeidae на основе симплезиоморфий обычно относят к Mengenillidia.

## Положение в классификации насекомых
На основе типа метаморфоза веерокрылых относят к насекомым с полным превращением (Oligoneoptera), однако, несмотря на более чем двухсотлетнее изучение, родственные отношения с другими отрядами насекомых из этой группы остаются невыясненными. В основном, предлагаются три схемы.
- Включение в отряд жесткокрылых как сестринской группы веероусых. Эта точка зрения (Crowson, 1960) базируется на следующих предполагаемых синапоморфиях веерокрылых и веероусых:
  - Наличие триунгулины и развитие по типу гиперметаморфоза;
  - Разветвлённые антенны;
  - Уменьшенные надкрылья.

Оппоненты этой теории указывают, что ни один из этих признаков не может служить надёжной синапоморфией, поскольку триунгулины и гиперметаморфоз независимо возникали у Oligoneoptera, по меньшей мере, 5 раз, разветвлённые антенны имеются у многих насекомых, а сильно уменьшенные передние крылья веерокрылых ни морфологически, ни функционально не похожи на типичные надкрылья веероусых жуков.
- Включение в надотряд Elytrophora как сестринской группы жуков. Эта точка зрения до недавнего времени являлась наиболее распространённой и выдвигалась многими крупными энтомологами (Handlirsch, 1903; Boerner, 1904; Shipley, 1904 и др.).
- Включение в надотряд Мекоптероидовых как сестринской группы двукрылых. Это наиболее молодая гипотеза, базирующаяся на последних морфологических и особенно молекулярных данных (Whiting and Wheeler, 1994 и Whiting et al., 1997). Эта гипотеза основывается, в основном, на анализе определённых последовательностей рибосомной ДНК, а также на предположении, что сильно уменьшенные передние крылья веерокрылых гомологичны жужжальцам двукрылых, а их расположение на другом сегменте груди вызвано гомеозисной мутацией.

Ни одна из этих гипотез пока не является общепринятой. Некоторые авторы вообще выделяли веерокрылых из числа насекомых с полным превращением на основании неверной интерпретации строения пупариев.